# Zizinho
Thomaz Soares da Silva, más conocido como Zizinho (São Gonçalo, Río de Janeiro, 14 de septiembre de 1921-Niterói, Río de Janeiro, 8 de febrero de 2002), fue un futbolista brasileño. Jugaba de mediocampista o extremo derecho, y participó en la Copa Mundial de Fútbol de 1950, disputada en Brasil. Es uno de los grandes futbolistas brasileños y ocupa el décimo lugar en la clasificacón del mejor jugador sudamericano del siglo publicada por IFFHS en 2004. Fue el ídolo de su compatriota Pelé.

## Características Técnicas
Zizinho poseía todas las cualidades deseadas en un mediapunta: perfecto control del balón, elegancia, regate corto, excelente pase y visión de juego, habilidad en jugadas a balón parado y carreras que solo terminaban con el balón en la portería rival.

## Trayectoria
Hay muchas referencias inequívocas que establecen el lugar de Zizinho en el panteón histórico del fútbol brasileño. El centrocampista, con su inagotable talento y su dilatada carrera, cuyo centenario se celebra este martes, es ampliamente considerado el mejor jugador surgido del país antes de Pelé, de quien era un ídolo confeso. Para muchos que lo vieron jugar, estaba incluso por encima del Rey. Ocupa un lugar destacado en la historia de Flamengo, Bangu y São Paulo, admirado y venerado incluso por los aficionados de clubes que no contaban con su fútbol. Incluso sin ganar el Jules Rimet, fue elegido mejor jugador del Mundial de 1950 por la prensa internacional. Un jugador completo, Mestre Ziza está en el salón de los genios.
Jugó entre 1939 y 1950 en el Flamengo, equipo de Río de Janeiro. Zizinho. Debutó en el último partido disputado en 1939, una derrota por 4-3 ante Independiente de Argentina, en un amistoso disputado en el São Januário.
Zizinho fue pionero de una generación de elegantes centrocampistas ofensivos que combinaban la destreza en el regate corto con el control del balón y una gran habilidad para organizar el mediocampo. Tras él llegaron Rubens, Moacir, Geraldo Assoviador, Adílio y, finalmente, el "Joker" Gerson. Todos ellos vistieron el número 8 (aunque esta numeración no llegó al fútbol brasileño hasta finales de la década de 1940). Y todos eran negros.
El entrenador Flávio Costa lo introdujo en el equipo y, poco a poco, se fue consolidando hasta ganar sus primeros títulos. Junto a figuras como Domingos da Guia, Sylvio Pirillo y José Perácio, el número 8 ganó tres campeonatos entre 1942 y 1944, y el Campeonato Carioca de 1939. 
En 1942, ayudó al Flamengo a ganar el Campeonato Carioca, un equipo que tuvo un comienzo difícil, pero que despegó en la segunda y tercera ronda con victorias espectaculares y oportunas: 4-3 y 8-5 sobre el América, 6-0 y 3-0 sobre el Bangu, 4-0 sobre el Botafogo, 1-0 sobre el Fluminense y 1-0 sobre el Vasco. Domingos da Guia, Biguá, Valido, Perácio, Pirilo y Zizinho fueron los jugadores clave de ese equipo que ganó 20 de los 27 partidos disputados, ostentando el mejor ataque (87 goles) y la mejor defensa (29 goles). Zizinho marcó 11 goles y fue uno de los jugadores más destacados del Flamengo en la competición.
En 1943, Zizinho empezó a jugar más atrás, con una formación que recordaba mucho al 4-2-4 que se haría más frecuente en la década de 1950, especialmente con la selección brasileña que ganó el Mundial de 1958. La estrella se convirtió en un auténtico mediapunta, posiblemente el primero en la historia del fútbol brasileño, entregando pases precisos a sus compañeros de ataque y creando jugadas efectivas. Con un juego excepcional, Zizinho volvió a ser esencial para la victoria del Flamengo en el título estatal, incluyendo goleadas inolvidables al Vasco (6-2), Botafogo (4-2) y Bangu (5-0), así como una victoria por 2-0 sobre el Fluminense, con un gol de Zizinho, quien anotó siete tantos ese año.
En 1944, Zizinho participó activamente en el histórico y sin precedentes tercer campeonato estatal del Flamengo. El equipo no era el mismo de años anteriores y se vio debilitado principalmente por la marcha del legendario defensa Domingos da Guia y la ausencia de Perácio, quien fue llamado a filas para servir en el ejército brasileño en Italia durante la Segunda Guerra Mundial. Una victoria histórica sobre el Vasco da Gama en el São Januário era muy esperada gracias a sus estrellas, que pronto formarían el llamado Expreso de la Victoria. Pero el Flamengo contaba con Zizinho, quien dirigió con maestría las acciones del equipo aquella tarde del 29 de octubre de 1944, ante 20.000 espectadores.
En total, Mestre Zizinho marcó 145 goles en 318 partidos con el Rubro-Negro y se convirtió en el nombre más importante del fútbol brasileño en la década de 1940.
Antes su participación en la Copa Mundial de Fútbol de 1950, en Brasil, Zizinho fue vendido al Bangu, otro equipo de Río, donde jugó hasta 1956. En el equipo rojiblanco, Zizinho formó la delantera junto a Moacir Bueno, Menezes, Vermelho y Nívio. Bangu fue finalista del Campeonato Carioca de 1951 (perdiendo ante el Fluminense). En 1952, "Ziza" y Nívio marcaron 19 goles cada uno en el Campeonato Carioca. La prolífica capacidad goleadora de Zizinho lo hizo destacar durante su etapa en el club, donde marcó 120 goles.
En 1957 tuvo un paso por el São Paulo FC, Zizinho llegó en la segunda vuelta de la temporada, cuando la lucha por el título parecía estar dividida entre el Santos, con el joven Pelé, y el Corinthians, con Luizinho. Bajo su mando, el equipo Tricolor ganó diez partidos y empató dos. El Maestro marcó la diferencia. Jugó de 10 en un equipo que contaba con grandes figuras como Mauro Ramos, Dino Sani, Mauro Raphael, Amaury, pt:Gino Orlando y Canhoteiro. Todos excelentes jugadores, pero carecían de la mentalidad para pensar el partido y hacer llegar el balón. Ganaron el título en la última jornada, venciendo al Corinthians por 3-1 en el Estadio Pacaembu. Su etapa, de poco más de un año, 67 partidos y 27 goles, culminó con una remontada y el título del Campeonato Paulista de 1957.
A los 39 años, tras tres años sin jugar, fue convocado para el Audax Italiano de Chile y, tras ser invitado a un partido amistoso, jugó toda la temporada. Terminó su carrera en 1962 a los 40 años, anotando 16 goles en la portería contraria. Sus compañeros lo llamaban "profesor" o "doctor".

## Selección de Brasil
Fue internacional con la selección de fútbol de Brasil en cincuenta y tres ocasiones, en las que anotó treinta goles.
En 1949, el mediocampista fue uno de los líderes del equipo de Flávio Costa en su gran campaña para ganar el Campeonato Sudamericano 1949, anotando goles contra Ecuador, Bolivia y Chile. La victoria llegó con un 7-0 sobre Paraguay.
Con la selección brasileña, jugó un papel clave en el Mundial de 1950, ayudando al equipo a alcanzar la final, a pesar de la derrota por 2-1 ante Uruguay. Fue durante ese Mundial que se ganó el apodo de "Maestro Ziza". Zizinho presenció su apogeo y su caída con la selección brasileña aquel fatídico 16 de julio de 1950. Vitoreó el gol de Friaça al principio del segundo tiempo y, al final del partido, vio el foso del Maracaná completamente lleno de bombas, fuegos artificiales y todo tipo de artefactos que se utilizarían en la celebración del Mundial de Brasil, pero que allí permanecieron, desechados, inservibles. El jugador estrella quedó profundamente conmocionado y, como todos sus compañeros, siempre sería recordado por la derrota. Pero, a diferencia de muchos de los titulares de aquella final, Zizinho no cayó en el olvido. Al contrario, fue elegido mejor jugador del Mundial por la prensa internacional, miembro del Equipo de Estrellas del Mundial y una de las mayores estrellas del deporte mundial de aquel entonces. Ni siquiera estos premios sirvieron para consolar al Maestro Ziza, que pasó gran parte de su vida con las pesadillas de aquella derrota atormentándole la mente.
Comparte con el argentino Tucho Mendez el primer lugar como máximo goleador histórico de la Copa América con diecisiete goles (aunque el argentino tiene mejor promedio). Se ubica en tercer lugar en cantidad de partidos jugados en la competición, detrás del argentino Messi y del portero Livingston con treinta y tres. .

### Participaciones en Copas del Mundo
| Mundial                        | Sede   | Resultado  | PJ | G |
| ------------------------------ | ------ | ---------- | -- | - |
| Copa Mundial de Fútbol de 1950 | Brasil | Subcampeón | 4  | 2 |

### Participaciones en Campeonatos Sudamericanos
| Sudamericano                 | Sede      | Resultado     | PJ | G |
| ---------------------------- | --------- | ------------- | -- | - |
| Campeonato Sudamericano 1942 | Uruguay   | Tercer puesto | 5  | 2 |
| Campeonato Sudamericano 1945 | Chile     | Subcampeón    | 6  | 2 |
| Campeonato Sudamericano 1946 | Argentina | Subcampeón    | 5  | 5 |
| Campeonato Sudamericano 1949 | Brasil    | Campeón       | 7  | 5 |
| Campeonato Sudamericano 1953 | Perú      | Subcampeón    | 5  | 1 |
| Campeonato Sudamericano 1957 | Perú      | Subcampeón    | 5  | 2 |

## Clubes
| Club           | País   | Año       |
| -------------- | ------ | --------- |
| Flamengo       | Brasil | 1939-1950 |
| Bangu          | Brasil | 1950-1957 |
| São Paulo      | Brasil | 1957-1959 |
| Uberaba        | Brasil | 1959-1960 |
| Audax Italiano | Chile  | 1961      |

## Palmarés

### Campeonatos regionales
| Título              | Equipo    | Estado         | Año  |
| ------------------- | --------- | -------------- | ---- |
| Campeonato Carioca  | Flamengo  | Río de Janeiro | 1939 |
| Campeonato Carioca  | Flamengo  | Río de Janeiro | 1942 |
| Campeonato Carioca  | Flamengo  | Río de Janeiro | 1943 |
| Campeonato Carioca  | Flamengo  | Río de Janeiro | 1944 |
| Campeonato Paulista | São Paulo | São Paulo      | 1957 |

### Copas internacionales
| Título                  | Equipo              | País   | Año  |
| ----------------------- | ------------------- | ------ | ---- |
| Campeonato Sudamericano | Selección de Brasil | Brasil | 1949 |

### Distinciones individuales
- Equipo del año de la Copa Mundial de la FIFA: 1950
- Mejor Jugador de la Copa Mundial de la FIFA: 1950 [11]
- Selección histórica de la selección brasileña de fútbol según la IFFHS (Equipo B): 2021[12]
- Selección histórica de la selección brasileña de fútbol: 2022[13]

## Muerte
Zizinho falleció el 8 de febrero de 2002 en Niterói, en casa de una de sus hijas, a causa de problemas cardíacos.